# 創造の秩序
創造の秩序（そうぞうのちつじょ、Orders of creation、creation orders）とは、キリスト教神学において、創造主である神が定められた、創造における秩序である。
改革派教会においては、創造の秩序は、人間の堕落によって損なわれたとされる。

## 概説
「創造の秩序」とは、神による創造によりもたらされた被造物の秩序を指して用いられる概念。他のキリスト教神学において用いられる「秩序」には、キリストの和解によって回復がなされたことにより生じた「和解の秩序」、終末において完全な救済のもたらされた時に生じると考えられる「救済の秩序」などがある。
以上は時間的な分類法であるが、他に「自然的秩序 - 超自然的秩序」「自然の秩序（罪の秩序） - 恩恵の秩序」という対立関係において現在の存在の秩序を把握する方法もある。

## 天地創造における男女の秩序

### 福音派における理解の一例
聖書箇所で最初に見られるのは創世記2章であり、この説明は創世記の3:16にある。創造主なる神は、男性の「助け手」、「補助者」として女性を創造された。人間の堕落前からこの秩序は存在したが、堕落によって女が男に仕える面が強まった。これは、新約聖書の第一テモテ2:11-15でも述べられている。女性が男性の上に立つことは、第一テモテ2章で否定される。第一コリント11章では、「すべての男のかしらはキリストであり、女のかしらは男であり、キリストのかしらは神です。」と、語られている。エペソ書は、「妻たちよ。あなたがたは、主に従うように、自分の夫に従いなさい。」（エペソ5:22 ）「教会がキリストに従うように、妻も、すべてのことにおいて、夫に従うべきです。」（エペソ5:24）と命ずる。
「神の定めたまいし順序があります。「女のかしらは男なり。男は女より出でしにあらず。女は男より出でしなり。男は女のために作られしにあらず。女は男のために造られしなり」とあります。男は神の代表者として造られ、女は男の補助者として造られたのであります。共に神に仕うべきであります。しかし男は指導者として、女は助け手として仕うべきであります。この場合において、妻が夫に従うは、神に従うの道であります。従うは、従わるるだけ、それだけ神聖でありまた名誉であります。神の律法に従うところにおいてのみ、真の自由があります。男は神をかしらに戴いて真の自由を得、女は神の代表者なる男をかしらに戴いて、これまた真の自由を得るのであります。」内村鑑三 1928年5月 『聖書之研究』
フェミニズムの本質は聖書の神と神の創造の秩序を拒絶することにあらわされていると、マリア福音姉妹会は指摘する。

### 聖公会内保守派における理解の一例
婦人教職者（女性の牧師）を認めない立場からは、その根拠の一つとなっている。日本聖公会の保守派の主教は4名の連名で声明を出し、「特別に男性の中から主教を聖別し、また司祭職を男性に限って」来たことは、神の創造の秩序と関わりがあるとしている。

### 他教派における理解の一例

#### 自由主義神学
ユダヤ教、キリスト教は、「母なる神」ではなくて、「父なる神」を信じる信仰であり、男性中心主義、女性蔑視であった。この女性蔑視が、パウロ書簡に現れているとする。アウグスティヌス、カール・バルト、ディートリヒ・ボンヘッファーも神の創造の秩序を説いた、として批判的に見られる。またルドルフ・カール・ブルトマン、フリードリヒ・ゴーガルテンも男性原理の中にあるという。そのため、フェミニスト神学は伝統的なキリスト教に対して、反キリスト教的にならざるを得ないとする。

#### フェミニスト神学
フェミニスト神学は、伝統的な「創造の秩序」の解釈を否定する。パウロ書簡、ヨハンネス・クリュソストムス、テルトゥリアヌス、アウグスティヌス、オリゲネス、歴代のローマ・カトリック教会の伝統的な「創造の秩序」の解釈は、「女性の解放や自立を目指す運動」を弾圧する根拠となり、1960年代のフェミニズムが聖書そのものを拒否する理由となったとする。フェミニスト神学は、創造の秩序を高等批評、文書仮説を用いて再解釈する。そして、男性優位の社会に対してJ資料（ヤハウェスト、Jahwist）の作者ははっきりと否を宣言したと称える。

## 参考書籍
- 『結婚することの意味』マーティン・ロイドジョンズ著 いのちのことば社
- 『牧師の仕事』鈴木崇巨著 教文館
- 『聖書之研究』内村鑑三著